# Municipio de Warren (condado de Belmont)
El municipio de Warren (en inglés: Warren Township) es un municipio ubicado en el condado de Belmont en el estado estadounidense de Ohio. En el año 2010 tenía una población de 5974 habitantes y una densidad poblacional de 65,42 personas por km².

## Geografía
El municipio de Warren se encuentra ubicado en las coordenadas 39°59′44″N 81°10′35″O / 39.99556, -81.17639. Según la Oficina del Censo de los Estados Unidos, el municipio tiene una superficie total de 91.32 km², de la cual 90,36 km² corresponden a tierra firme y (1,05 %) 0,96 km² es agua.

## Demografía
Según el censo de 2010, había 5974 personas residiendo en el municipio de Warren. La densidad de población era de 65,42 hab./km². De los 5974 habitantes, el municipio de Warren estaba compuesto por el 96,9 % blancos, el 0,92 % eran afroamericanos, el 0,12 % eran amerindios, el 0,54 % eran asiáticos, el 0,07 % eran de otras razas y el 1,46 % eran de una mezcla de razas. Del total de la población el 0,52 % eran hispanos o latinos de cualquier raza.